# ماسيلينو توايفاو
ماسيلينو توايفاو (بالإنجليزية: Maselino Tuifao)‏ (مواليد 22 أكتوبر 1970) هو ملاكم من ساموا، مثّل بلاده في الألعاب الأولمبية الصيفية 1992.

## روابط خارجية
ماسيلينو توايفاو على موقع أوليمبيديا (الإنجليزية)